# The Divine Punishment
The Divine Punishment – wydany w 1986 przez Mute Records trzeci album studyjny amerykańskiej artystki awangardowej Diamandy Galás, a jednocześnie pierwsza odsłona stworzonej przez nią trylogii Masque of the Red Death.
Pierwotnie album ukazał się na płycie gramofonowej. Wznawiano go na płycie kompaktowej wraz z Saint of the Pit, drugą częścią wspomnianego cyklu, który traktuje o AIDS, a swoim mianem nawiązuje do tytułu napisanej przez Edgara Allana Poego noweli Maska śmierci szkarłatnej. Po raz pierwszy artystka wykonała The Divine Punishment 23 czerwca 1986 w stoczni należącej do firmy ÖSWAG, podczas odbywającego się w austriackim Linzu festiwalu Ars Electronica.

## Lista utworów
Opracowano na podstawie materiału źródłowego.
Muzykę napisała i wykonała Diamanda Galás. Słowa zostały zapożyczone ze Starego Testamentu, nie licząc tekstu ułożonego przez artystkę do „Sono l’Antichristo”, trzeciej części utworu „Free Among the Dead”, który został dedykowany pamięci zmarłego w 1985 przyjaciela Galás – Toma Hopkinsa.
Strona A
| Nr | Tytuł utworu | Długość |
| -- | --- | ------- |
| 1. | „Deliver Me from Mine Enemies” - I. „This is the law of the Plague” - II. „Deliver Me from Mine Enemies” - III. „We Shall Not Accept Your Quarantine” - IV. „ΕΞελόυμε (Deliver Me)” - V. „Yιατί, Ó Θεός? (Why, God?)” - VI. „Psalm 22” | 19:15   |
|    | | 19:15   |

Strona B
| Nr | Tytuł utworu                                                                           | Długość |
| -- | -------------------------------------------------------------------------------------- | ------- |
| 1. | „Free Among the Dead” - I. „Psalm 88” - II. „Lamentations” - III. „Sono l’Antichristo” | 13:32   |
|    |                                                                                        | 13:32   |

## Twórcy
Opracowano na podstawie materiału źródłowego.
Muzycy
- Diamanda Galás – śpiew, elektronika

Produkcja
- Diamanda Galás – produkcja muzyczna
- Dave Hunt – produkcja muzyczna, miksowanie
- Frank Harris – inżynieria dźwięku
- Richard Zvonar – inżynieria dźwięku (przetwarzanie sygnałów)
- Naut Humon – konsultacja
- T.J. Eng – fotografia na okładce